# Benoît Fresse
Pour les articles homonymes, voir Fresse.
Benoit Fresse est un mathématicien français, professeur des universités à l'université de Lille.

## Biographie

### Formation
Benoît Fresse est ingénieur, diplômé en 1993 de l'École polytechnique. Il poursuit ses études à l'université Paris-VII : il obtient un diplôme d'études approfondies (DEA) de mathématiques en 1994. Il obtient ensuite un doctorat en Sciences et techniques communes, après avoir soutenu sa thèse en 1996 à l'université Strasbourg-I sous la direction de Jean-Louis Loday, dont le sujet était Cogroupes dans les algèbres sur une opérade.

### Carrière professionnelle
De 1998 à 2003, Benoît Fresse est maître de conférences à l'université de Nice-Sophia-Antipolis. En 2002, il y obtient l'habilitation à diriger des recherches.
En 2003, il est nommé professeur des universités à l'université Lille-I . 
De 2005 à 2012, il y dirige le groupe de recherches CNRS 2875 « Topologie algébrique et applications ».
Depuis le 1er janvier 2015, il dirige le Laboratoire Paul-Painlevé. Il est à ce titre, membre de la Commission des thèses en mathématiques.
En mars 2021, il cosigne la Lettre des directeurs d’unités adressée à la direction du CNRS pour lui demander de retirer son projet « que les listes d’admissibilité du concours de chercheurs établies par les sections ne soient plus publiées officiellement que par ordre alphabétique, sans mention du classement voté par le jury d’admissibilité selon le mérite scientifique des candidats ».

## Travaux

### Thématiques
Ses travaux portent essentiellement sur la théorie des opérades et leurs applications en topologie algébrique et algèbre homologique. Il a notamment écrit un livre établissant des liens entre la théorie de Grothendieck-Teichmüller et l'homotopie des opérades des petits disques, à la portée « large », au résultat « hautement intéressant » et « constituant une bonne référence pour de nombreux sujets en théorie de l'homotopie et en théorie des opérades ».

### Publications
Benoît Fresse a publié de nombreux ouvrages et articles sur ses thèmes de recherches